# Казахстанско-румынские отношения
Казахстанско-румынские отношения — двусторонние дипломатические отношения между Казахстаном и Румынией. Дипломатические отношения между Республикой Казахстан и Румынией были установлены 15 июля 1992 года. В ноябре 1993 года было открыто посольство Румынии в Казахстане. В сентябре 2003 года была открыта дипломатическая миссия Казахстана в Румынии. В марте 2012 года был подписан указ президента Казахстана о преобразовании дипмиссии в посольство Казахстана в Румынии.

## Политические отношения
За короткий исторический период, два государства достигли значительного прогресса во всех сферах двустороннего сотрудничества, включая политическую, торгово-экономическую, культурную и гуманитарные сферы, а также в области многостороннего взаимодействия. Казахстан и Румыния поддерживают регулярный политический диалог, в парламентах обеих стран действуют «Группы дружбы», проводятся ежегодные встречи депутатов двух стран. Ежегодно проводятся политические консультации между министерствами иностранных дел двух стран.
Визиты на высшем уровне
- Сентябрь 1998 года — официальный визит президента Казахстана Нурсултана Назарбаева в Румынию.
- Ноябрь 1999 года — официальный визит президента Румынии Эмиля Константинеску в Казахстан.
- Сентябрь 2003 года — официальный визит президента Румынии Иона Илиеску в Казахстан[3].
- Ноябрь 2007 года — официальный визит президента Нурсултана Назарбаева в Румынию.
- Март 2010 года — государственный визит президента Румынии Траяна Бэсеску в Казахстан.
- Декабрь 2010 года — рабочий визит президента Румынии Траяна Бэсеску в Казахстан в рамках участия в Астанинском Саммите ОБСЕ

Визиты на уровне глав Правительств
- Июнь 2013 года — официальный визит премьер-министра Румынии Виктора Понты в Казахстан.

Визиты на уровне министров иностранных дел
- Июль 1992 года — официальный визит министра иностранных дел Румынии Адриана Нэстасе в Казахстан, в ходе которого был подписан Протокол об установлении дипломатических отношений между Казахстаном и Румынией.
- Ноябрь 2008 года — рабочий визит министра иностранных дел Румынии Лазара Комэнеску в Казахстан.
- Июль 2017 года — официальный визит министра иностранных дел Румынии Теодора Мелешкану в Казахстан[4] по случаю 25-летия установления дипломатических отношений между двумя странами и Национального дня Румынии на международной специализированной выставке «ЭКСПО-2017».

## Экономическое сотрудничество
Основными направлениями казахстанско-румынского торгово-экономического сотрудничества являются энергетика, машиностроение, металлургия, транспорт и логистика, а также легкая промышленность. В Румынии зарегистрировано 28 румыно-казахстанских предприятий, в Казахстане — 39 казахстанско-румынских компаний.
Одним из важнейших инструментов решения задач торгово-экономического сотрудничества является казахстанско-румынская Межправительственная комиссия по торгово-экономическому и научно-техническому сотрудничеству. 14-е заседание Межправкомиссии состоялось 4-5 октября 2017 года в Бухаресте, в ходе которого был подписан протокол заседания.
В январе 2016 года в Бухаресте состоялась презентация и первое заседание обновленной Румыно-Казахстанской двусторонней торгово-промышленной палаты.

## Культурно-гуманитарное сотрудничество
В Казахстане успешно действуют румынские национально-культурные общества: «Штефан Великий» (Алматы), «Дачия» (Караганда) и «Буковина» (Павлодар). В 2015 году в городе Бухаресте было открыто дошкольное учреждение с преподаванием на казахском языке.
Ежегодно проводятся фестивали казахского кино, в 2016 году в городе Караганде состоялся первый фестиваль румынского кино. Казахстанские музыканты принимают участие в фестивале классической музыки имени Джордже Энеску в Бухаресте.
По случаю 25-й годовщины закрытия Семипалатинского ядерного полигона в сентябре 2016 года в румынской столице состоялась конференция, посвящённая антиядерным инициативам Казахстана.

## Списки послов

### Послы Казахстана в Румынии
Список Чрезвычайных и Полномочных Послов Республики Казахстан в Румынии (без учёта послов по совместительству и временных поверенных в делах):
1. Даулет Батрашев (сентябрь 2014 — 30 сентября 2019)
2. Нурбах Рустемов (30 сентября 2019 — 24 марта 2023)
3. Ерлик Али (24 марта 2023 — н. в.)

### Послы Румынии в Казахстане
1. Василе Соаре (2002—2008)[5]
2. Эмиль Рапча (2008—2012)[6]
3. Николае Урек (2012—2016)[7][8][9]
4. Чезар-Маноле Армяну (aprilie 2017-0)[10]